# Mahn- und Gedenkstätte Ravensbrück
Die Mahn- und Gedenkstätte Ravensbrück in Fürstenberg/Havel ist eine Gedenkstätte für die Opfer mehrerer NS-Lager des Konzentrationslagers Ravensbrück und benachbarter Konzentrationslager und Produktionsstätten im Rahmen der SS-Zwangsarbeit. Sie wurde 1959 als Nationale Mahn- und Gedenkstätte Ravensbrück eröffnet und anschließend mehrfach erweitert. Seit 1993 ist die Stiftung Brandenburgische Gedenkstätten Träger der Gedenkstätte. Sie gehört zu den Gedenkstätten von nationaler und internationaler Bedeutung in Deutschland und ist in die Denkmalliste des Landes Brandenburg eingetragen. 2023 kamen 70.000 Besucher in die Gedenkstätte.

## Geschichte
Von 1939 bis 1945 befand sich an diesem Ort das größte Frauen-Konzentrationslager des nationalsozialistischen Regimes. Der erste Häftlingstransport aus dem KZ Lichtenburg erreichte Ravensbrück im Mai 1939. Zu Beginn waren die Häftlingsfrauen vor allem politische Gefangene aus Deutschland und Österreich sowie sogenannte „Sicherheitsverwahrte“, Asoziale und „Zigeuner“, die von den Nationalsozialisten als nicht integrierbar in die „Volksgemeinschaft“ angesehen wurden. Mit dem Beginn des Zweiten Weltkriegs änderte sich die Zusammensetzung der Häftlinge erheblich. Frauen, Männer und Kinder aus allen vom NS-Staat besetzten Gebieten wurden ins Lager verschleppt, wobei der Großteil aus Polen, der Sowjetunion, der Ukraine und Weißrussland stammte. Im weiteren Verlauf wurden auch jüdische Frauen aus östlichen Vernichtungslagern nach Ravensbrück transportiert. Diese wurden gezwungen, in den Rüstungsbetrieben innerhalb des Lagergeländes zu arbeiten.
Von den insgesamt etwa 130.000 inhaftierten Frauen und 20.000 Männern starben nach Schätzungen rund 28.000 aufgrund von Hunger, Erschöpfung, medizinischen Experimenten, Erschießungen oder wurden in den letzten Monaten vor der Befreiung in der Gaskammer ermordet.

### Nachkriegszeit
Nach der Befreiung des Lagers durch die Rote Armee erstreckte sich das Konzentrationslager über eine Fläche von mehr als 100 Hektar. Im Gegensatz zu den Lagern Sachsenhausen und Buchenwald wurde das Gelände nicht als Internierungslager für Nationalsozialisten genutzt. Die Stadt Fürstenberg war zu diesem Zeitpunkt Garnisonsstandort für etwa 30.000 sowjetische Soldaten. Die sowjetische Armee nutzte große Teile des ehemaligen Konzentrationslagers für militärische Zwecke, die für die Öffentlichkeit nicht zugänglich waren.
Unmittelbar nach der Befreiung wurden rund um das Lager drei Friedhöfe angelegt, auf denen die Toten bestattet wurden. In den frühen 1950er Jahren wurden sie in ein Massengrab entlang der späteren „Mauer der Nationen“ umgebettet. Auch die umfangreichen Aschenfunde im Umkreis des Krematoriums wurden dort beigesetzt.
1948 fand die erste Gedenkveranstaltung auf dem Gebiet des ehemaligen Krematoriumsgeländes statt, organisiert von ehemaligen Häftlingen und der Vereinigung der Verfolgten des Nazi-Regimes. Nach einer Kundgebung auf dem Marktplatz in Fürstenberg zogen die Teilnehmer nach Ravensbrück und legten am provisorisch errichteten Ehrenmal Kränze nieder. Gedenkfeiern wurden fortan jährlich veranstaltet. Es wurden oberflächliche bauliche Abgrenzungen zur sowjetischen Kaserne errichtet, ohne den ursprünglichen Baubestand zu verändern. Infolgedessen entstand eine kleine Gedenkstätte mit einer provisorischen Stele und einer Feuerschale, die als Obelisk bezeichnet wurde.

### Errichtung der „Nationalen Mahn- und Gedenkstätte Ravensbrück“
1952 beschloss das Zentralkomitee der SED die Errichtung von Gedenkstätten in Buchenwald, Sachsenhausen und Ravensbrück. Im Mai 1954 wurde das Architektenkollektiv der Gedenkstätte Buchenwald mit der Gesamtgestaltung auch des Gedenkstättengeländes in Ravensbrück beauftragt.

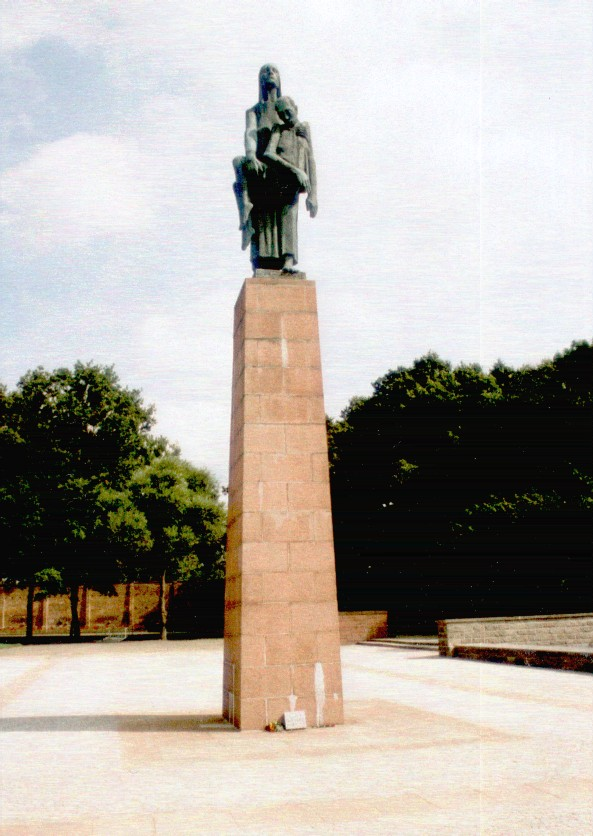
Bronzeskulptur „Tragende“ am Ufer des Schwedtsees

Im März 1954 begann die bauliche Gestaltung des Geländes u a. durch das sogenannte Buchenwald-Kollektiv, das einen Teil der ehemaligen KZ-Anlagen außerhalb der Lagermauer, das Krematorium, das ehemalige Lagergefängnis (Zellenbau) und einen Teil der vier Meter hohen Lagermauer in die Gestaltung miteinbezog. In dem 1959 angelegten Massengrab vor der westlichen Lagermauer wurden Überreste verstorbener Häftlinge aus verschiedenen Grabstellen beigesetzt. Das Zentrum der Gedenkanlage bildet die Bronzeskulptur „Tragende“ von Will Lammert. Sie steht auf einem Podest, das auf einer künstlich geschaffenen Uferkante platziert ist. Diese Uferkante führt über Stufen hinab in den Schwedtsee und ragt teilweise in den See hinein.

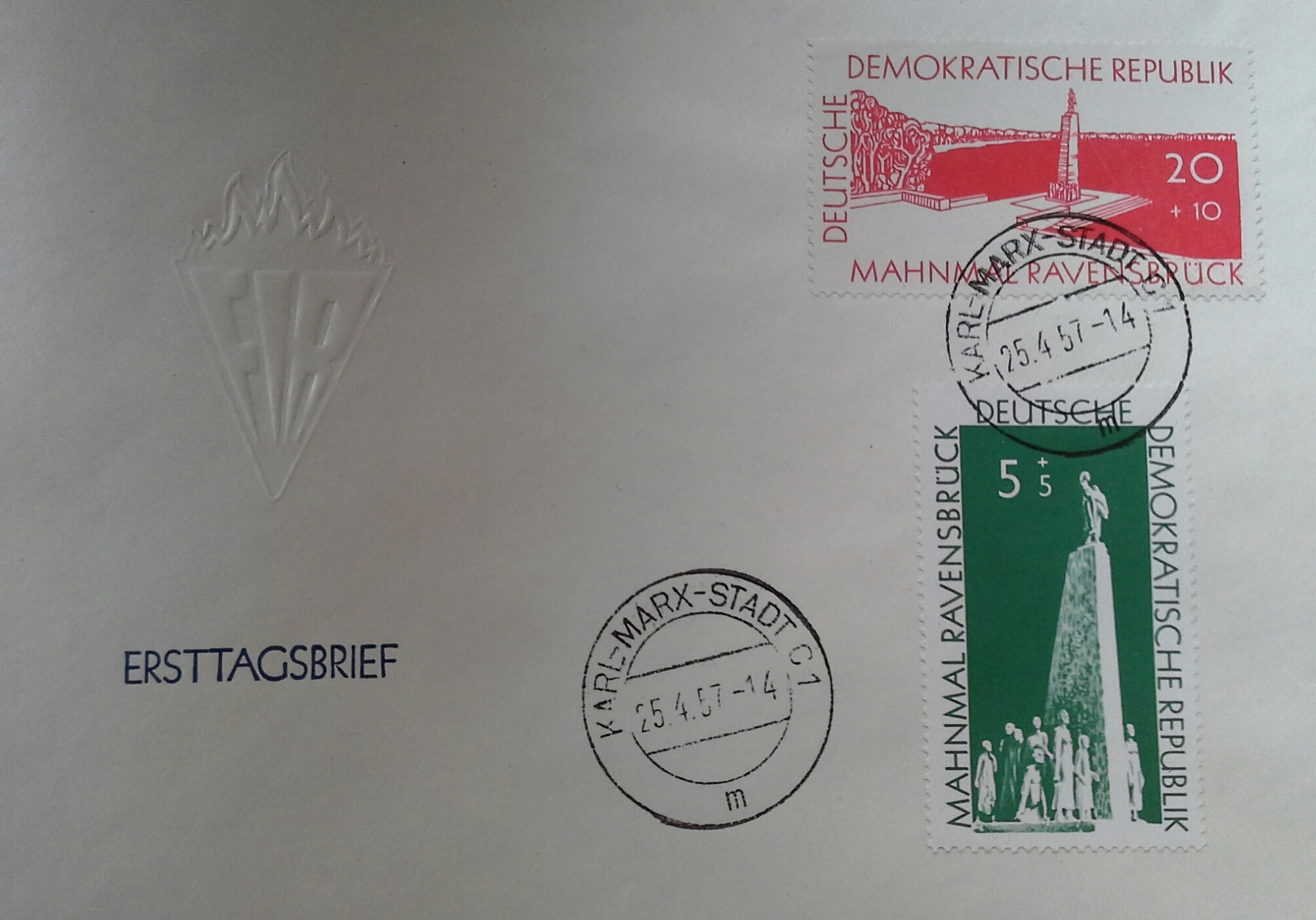
Briefmarken der Deutschen Post auf Ersttagsbrief von 1957.

1957 edierte die Deutsche Post zwei Briefmarken Mahnmal Ravensbrück.
Am 12. September 1959 wurde die „Nationale Mahn- und Gedenkstätte Ravensbrück“ als eine der drei nationalen KZ-Gedenkstätten der DDR eröffnet. Nach offiziellen Angaben zogen 50.000 Menschen nach einer Kranzniederlegung am sowjetischen Ehrenmal in Fürstenberg nach Ravensbrück zu der Eröffnungsfeier auf dem neu geschaffenen Gedenkstättengelände. Bei der Zeremonie hielt die Überlebende Rosa Thälmann die Weiherede.
1959 wurde im Zellenbau das erste Lagermuseum eingerichtet, das Erinnerungsstücke, Zeichnungen und Dokumente von Überlebenden aus verschiedenen europäischen Ländern enthielt. In den frühen 1980er Jahren entwickelte die Leitung der Gedenkstätte die „Ausstellung der Nationen“ im Zellenbau, in der einzelne Länder ihre Räume zur Verfolgungs- und Haftgeschichte selbst gestalten konnten. Die ehemalige Kommandantur des Lagers beherbergte ab 1984 die Hauptausstellung der Gedenkstätte mit dem Titel „Museum des antifaschistischen Widerstandskampfes“.
Von Mai 1945 bis Ende Januar 1994 wurde das ehemalige KZ-Gelände mit Ausnahme des Gedenkareals am Ufer des Schwedtsees von der Sowjetarmee bzw. den GUS-Streitkräften genutzt.

### Seit der deutschen Wiedervereinigung

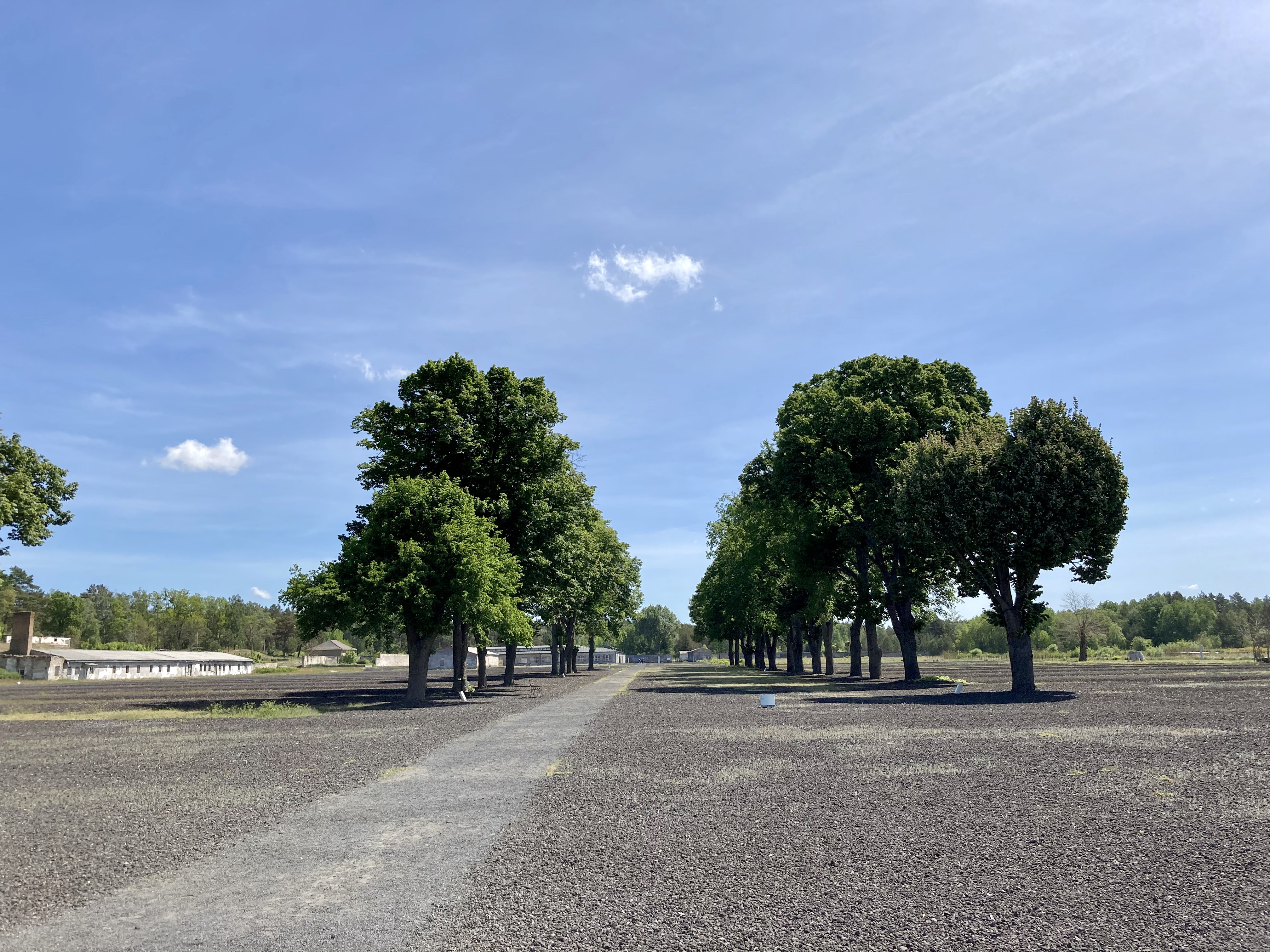
Blick auf die erste Lagerstraße, die mit Schlacke gestalteten Flächen sind deutlich sichtbar.

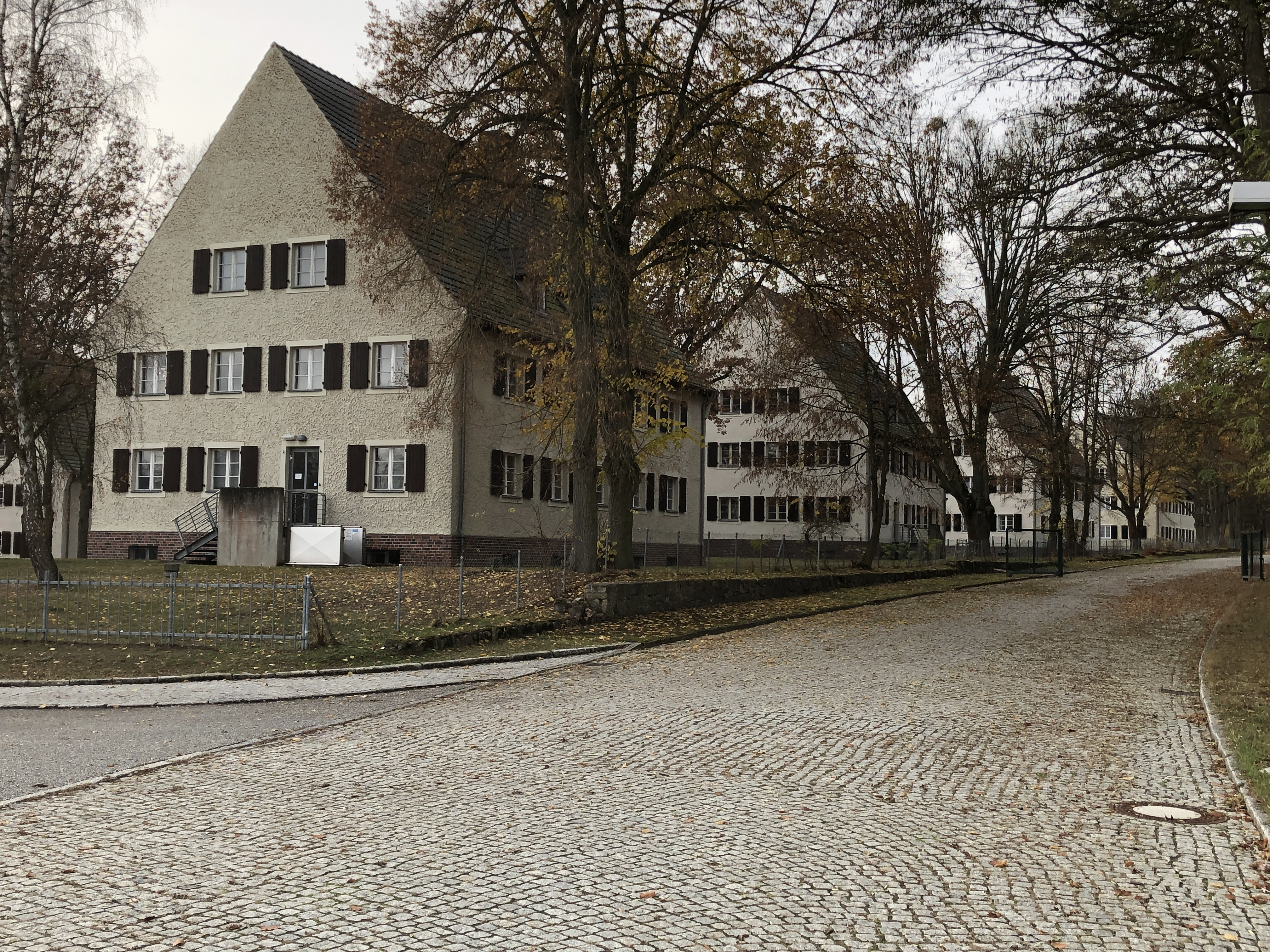
Sicht auf einige der ehemaligen Aufseherinnenhäuser

Nach der Wiedervereinigung wurde die Gedenkstätte 1993 Teil der Stiftung Brandenburgische Gedenkstätten. Nach dem Abzug der GUS-Truppen zwischen 1992 und 1994 wurde das ehemalige Lagergelände für die Öffentlichkeit und insbesondere für Forschungszwecke zugänglich gemacht.
Im Jahr 1997 schrieb die Stadt Fürstenberg mit Unterstützung des Ministeriums für Stadtentwicklung, Wohnen und Verkehr des Landes Brandenburg, einen international ausgelobten und landschaftsplanerischen Ideenwettbewerb für die Gestaltung des gesamten ehemaligen KZ-Areals aus.
Bis zum Jahr 2001 wurde der Entwurf für den Bereich Ravensbrück umgesetzt, wobei die ursprüngliche Gestaltung, die auch das Siemenslager und das Gelände des Konzentrationslagers Uckermark umfasste, verworfen wurde. Die Umgestaltung des Geländes führte zur vollständigen Beseitigung aller Spuren der sowjetischen Nachnutzung und zur Bedeckung des gesamten Areals mit dunkler, grobkörniger Schlacke. Im Rahmen dieser Maßnahmen wurden die historischen Standorte der Baracken als dezente Reliefdarstellungen im Boden nachgezeichnet und einzelne Fundamentreste freigelegt. Der Baumbestand entlang der ehemaligen Lagerstraße wurde erhalten.
Seit April 2013 ist in der Gedenkstätte auf 900 Quadratmetern die Ausstellung „Das Frauen-Konzentrationslager Ravensbrück – Geschichte und Erinnerung“ zu sehen. In 36 der 39 Räume der ehemaligen Kommandantur werden mehr als 1.500 Exponate gezeigt, darunter befinden sich Objekte aus dem Besitz ehemaliger Häftlinge.
Ergänzung sind die Dauerausstellungen über den Zellenbau („Ravensbrück. Der Zellenbau“, seit 2006), die Aufseherinnen („Im Gefolge der SS:Aufseherinnen des Frauen-KZ Ravensbrück“, erweitert seit 2021), das männliche SS-Personal („Das Führerhaus. Alltag und Verbrechen der Ravensbrücker SS-Offiziere“, seit 2010) und die Zwangsarbeit („Zwangsarbeit im Frauen-KZ Ravensbrück. Textilfertigung für die SS-Wirtschaft“, seit 2000). Im Zellenbau entstanden drei Gedenkräume: für die nach dem Attentat vom 20. Juli 1944 in Ravensbrück Inhaftierten (1991), für die als Juden verfolgten Häftlinge (1992) sowie für die Sinti und Roma (1995).
Im Jahr 2002 wurde die Internationale Jugendbegegnungsstätte Ravensbrück und Jugendherberge in den ehemaligen Aufseherinnenhäusern, die sich in unmittelbarer Nähe des ehemaligen Lagers befinden, als Ort historisch-politischer Bildung eingerichtet. 2007 eröffnete das Besucherzentrum. In den zwischen 2011 und 2013 denkmalgerecht sanierten Räumlichkeiten der ehemaligen KZ-Kommandantur sind die bedeutendsten Exponate der Hauptausstellung zu finden, die im Jahr 2013 eröffnet wurde.
Im Jahr 2014 kamen schätzungsweise 150.000 Besucher. 2020 hatte die Gedenkstätte coronabedingt nur 32.000 Besucher.  2023 kamen 70.000 Besucher.
Für Besucher werden thematische Führungen, Projekttage und mehrtägige Seminare angeboten.

### Historische Einordnung
Die ersten Nationalen Mahn- und Gedenkstätten in Ravensbrück, Buchenwald und Sachsenhausen entstanden aus dem Gründungsmythos des „Antifaschismus“ der DDR. Diese Prägung des öffentlichen Gedenkens in den Gedenkstätten betonte den antifaschistischen Widerstand und stellte kommunistische Häftlinge in den Vordergrund.
Das vorherrschende Selbstverständnis war geprägt durch den Sieg der Sowjetunion über das Hitler-Regime und lehnte deshalb Forderungen nach Entschädigung von verschiedenen Staaten und Opfergruppen ab. Erst im Jahr 1990 bat Sabine Bergmann-Pohl, die Präsidentin der ersten und letzten frei gewählten Volkskammer, die Juden weltweit um Verzeihung: „da der Holocaust bis zu diesem Zeitpunkt für die DDR offiziell nicht stattgefunden hatte [...]“.

## Skulpturen und Gedenkzeichen
Mit der Eröffnung der Mahn- und Gedenkstätte 1959 wurde das Denkmal „Tragende“ von Will Lammert eingeweiht. Auf einem etwa sieben Meter hohen Steinsockel aus rotem Sandstein wurde eine 4,60 Meter große Frauenfigur aus Bronze platziert, die eine zusammengesunkene Frau in ihren Armen trägt. Der Blick der entschlossen und gefestigt stehenden Frau ist über den Schwedtsee hinweg auf die Stadt Fürstenberg gerichtet. Zwei weitere Bronzefiguren, die zwei Frauen nebeneinander stehend zeigen, wurden „auf dem Hof des Krematoriums“ platziert. Diese von Lammert geschaffenen Figuren werden als „Ältere und Junge Frau“, „Frau mit abgeschnittenem Haar“ und „Frau mit Tuch“ bezeichnet. Nach Lammerts Tod 1957 übernahm Fritz Cremer die Vollendung und Fertigung der Figuren.
Ehemalige Häftlinge kritisierten die Figur „Tragende“, da sie den Aspekt der Solidarität in den Vordergrund stelle, nicht jedoch den täglichen Überlebenskampf und die Tatsache, dass auch Kinder im Lager lebten. Infolgedessen wurde 1965 eine Figurengruppe von Fritz Cremer, die Frauen zeigt, die eine Bahre tragen und Kinder an den Händen halten, außerhalb des Lagers an der Lagerstraße platziert. Die Darstellungsweise der Skulpturen, die Frauen bei karitativer Arbeit zeigen, ist Gegenstand unterschiedlicher Diskussionen.
Vor dem Lagerareal, an dem sich die Hauptstraße nach Himmelpfort und die Lagerstraße gabeln, befindet sich die „Müttergruppe“, eine Skulpturengruppe des Bildhauers Fritz Cremer. Diese besteht aus drei bronzenen Frauenskulpturen, die ein krankes, schwaches Kind in ihrer Mitte tragen. Ein weiteres Kind hält sich an dem Körper einer der Frauen fest.
Unweit der „Müttergruppe“ steht ein Gedenkzeichen, das aus kleinen, quadratischen Granitsteinen besteht, die durch vergitterten Draht in einem Quader zusammengehalten werden. Diese Steine mussten die Häftlingsfrauen verwenden, um die Lagerstraße unter widrigsten Bedingungen zu pflastern. Das Gedenkzeichen markiert den Beginn der „Straße der Nationen“ und wurde durch die Lagergemeinschaft Ravensbrück/Freundeskreis e. V. errichtet.

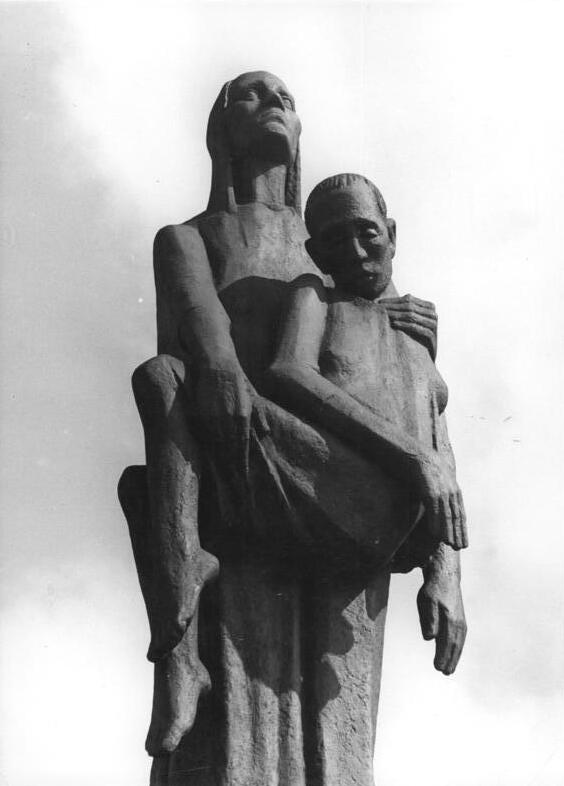
Will Lammert: Tragende
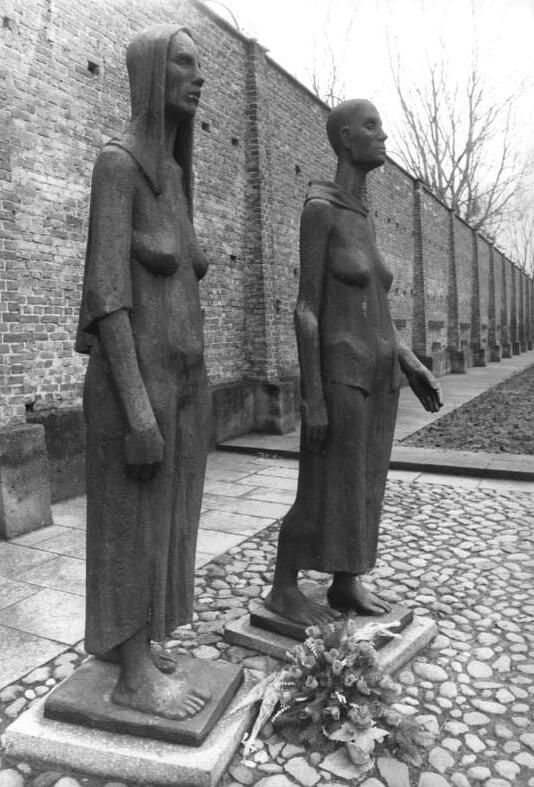
Will Lammert: Frauengruppe
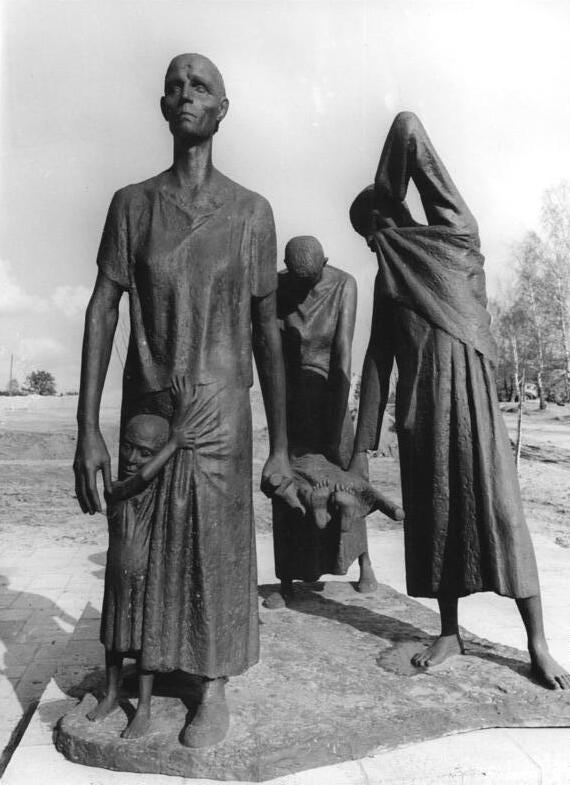
Fritz Cremer: Müttergruppe

Seit 2022 erinnert eine Gedenkkugel an die lesbischen Opfer von Ravensbrück.

## Wissenschaftliche Dienste

### Archiv und Bibliothek
1981 wurde mit der Erschließung und Verzeichnung von Dokumenten und dem Aufbau eines Archivs begonnen. Zum Archivbestand gehören zum Beispiel Fragmente der Konzentrationslagerverwaltung im Original und Nachlässe und persönliche Fonds ehemaliger Häftlinge sowie Bestände der „Lagergemeinschaft Ravensbrück/Komitee der antifaschistischen Widerstandskämpfer der DDR“ und die Sammlung der Zeitzeugin Erika Buchmann.
Die Präsenzbibliothek stellt Publikationen zur Geschichte der Frauen-Konzentrationslager Ravensbrück, Moringen und Lichtenburg sowie des „Jugendschutzlagers“ Uckermark und zu Themen der Frauen- und Geschlechterforschung zur Verfügung.

### Depot, Foto- und Mediathek
Der Depotbestand der Gedenkstätte umfasst etwa 12.000 Objekte. Die Sammlung wurde aus Anlass der Gründung der Gedenkstätte 1958/59 gegründet. Im Depot werden Alltagsgegenstände, aber auch von Häftlingen gefertigte künstlerische Objekte und Hinterlassenschaften der SS aufbewahrt. 1996 begann die Gedenkstätte mit dem Aufbau ihrer Mediathek. Sie umfasst Ton- und Bildbeiträge. Wichtiger Teil des Bestands sind Audio- und Videointerviews mit Zeitzeugen sowie weitere Dokumentationen, die auf mehr als 3300 Datenträgern gespeichert sind. In der Fotothek befinden sich etwa 34.800 Fotografien.

## Anreise
Die Mahn- und Gedenkstätte kann über den Bahnhof Fürstenberg/Havel (RE 5: Berlin–Stralsund/Rostock), die B 96 und den Radweg Berlin–Kopenhagen erreicht werden.

## Dokumentarfilme
- 1968: Frauen in Ravensbrück
- 2005: Die Frauen von Ravensbrück